# Willem II van Meißen
Willem II van Meißen (23 april 1371 - 30 maart 1425), bijg. de Rijke, was de tweede zoon van markgraaf Frederik III van Meißen en Catharina van Henneberg. Bij de deling van Chemnitz van 1382, krijgt hij samen met zijn broers Frederik en George (-1402) het Osterland en Landsberg, en na het overlijden van zijn oom markgraaf Willem I ook een deel van Meißen. Na verdere verdelingen houdt Willem ten slotte in 1410 voor zichzelf een groter deel van Osterland over. Hij was gehuwd met Amelia, dochter van Ziemovit IV van Mazovië, maar bleef vermoedelijk kinderloos.